# 東奧克代爾 (加利福尼亞州)
東奧克代爾（英語：East Oakdale）是位於美國加利福尼亞州斯坦尼斯洛斯縣的一個人口普查指定地區。

## 地理
東奧克代爾的座標為37°47′37″N 120°48′24″W / 37.79361°N 120.80667°W，而該地最高點為海拔高度44米（即144英尺）。

## 人口
根據2010年美國人口普查的數據，東奧克代爾的面積為13.503平方千米，當中陸地面積為12.357平方千米，而水域面積為1.146平方千米。當地共有人口2762人，而人口密度為每平方千米204人。